# والتر هنینگ
والتر برونو هنینگ (Walter Bruno Henning) (زادهٔ ۲۶ اوت ۱۹۰۸ در پروس شرقی – درگذشتهٔ ۸ ژانویه ۱۹۶۷ در برکلی، کالیفرنیا) خاورشناس و ایران‌شناس آلمانی و انگلیسی، متخصص زبان‌های باستانی ایرانی و پیشگام در پژوهش‌های آیین مانی بود.
بررسی آثار والتر برونو هنینگ (در انتشارات اولیه او W[alter]، از سال ۱۹۳۷ W[alter] B[runo] Henning)، تقریباً معادل نوشتن تاریخ مطالعه زبان‌ها و فرهنگ‌های ایرانی میانه در قرن بیستم است. به سختی می‌توان کشفی در این حوزه از دانش یافت که هنینگ سهم عمده و اساسی در آن نداشته باشد، و این واقعیت که دقیقاً این حوزه از مطالعات ایرانی در قرن بیستم دچار تحولی بی‌سابقه شد، اهمیت این محقق را که بدون اغراق می‌توان او را یکی از برجسته‌ترین فیلولوژیست‌های قرن گذشته دانست، برجسته می‌کند.
تاکید بر خصلت فیلولوژیک کار هنینگ نه تنها به این دلیل موجه است که تمام کشفیات او از طریق استنتاج یا تفسیرهای جدید از منابع اصلی به دست آمده‌اند، بلکه به این دلیل نیز هست که سیستم کاری او به طور شگفت‌انگیزی از قضایای مربوط به زبان‌شناسی معاصر، فلسفه تاریخ، قوم‌شناسی و دین‌شناسی تطبیقی دوری می‌کرد. اعتقادات فیلولوژیک او همانند گرامریست‌های جوان بود، و مفاهیمی مانند «واک» یا ارجاعات به نظریه حنجره‌ای به سختی در آثار او یافت می‌شود. زمانی که هنینگ به مسائل مربوط به تاریخ دین می‌پرداخت، ارجاعات مشخصی به حقایق مربوط به دین زرتشتی و مانویت داشت و به طور گسترده اصول کریستین بارتولومه (q.v.)، هانس یاکوب پولوتسکی و دوره آن‌ها را تأیید و دفاع می‌کرد. خودداری او در مورد روش‌های نظریه‌ها و مدل‌های علمی زمان خود اغلب به جا بود. این امر در واقع هنینگ را از وسوسه‌های نظریه‌های بی‌ثمر و روندهای با انگیزه سیاسی محافظت کرد. به میزان دستاوردهای او آسیبی نرساند، زیرا موقعیت تحقیقات ایران‌شناسی، چه در حوزه‌های باستان و چه در حوزه‌های کلاسیک، به گونه‌ای بود که عمدتاً آثار فیلولوژیک به عنوان مسائل پژوهشی مطرح بودند (و هستند)، و هنینگ برای این‌ها به طور منحصر به فردی با استعداد و آموزش دیده بود. در بیشتر موارد، حکم انتقادی او درباره نظریه‌ها و روش‌های جدید، و همچنین اعتقاد او مبنی بر اینکه «این یک مغالطه است که فکر کنیم یک نظر جدید لزوماً درست است، یا یک نظر قدیمی لزوماً اشتباه» (نقل قول از ایلیا گرشوویچ  در I. Gershevitch and Mary Boyce, eds., W. B. Henning Memorial Volume, London, 1970, p. xvii) درست از آب درآمده است.

## زندگی
والتر برونو هنینگ در اوت ۱۹۰۸ در راگنت در پروس شرقی متولد شد. تحصیلات دانشگاهی خود را در دانشگاه گوتینگن در رشتهٔ مطالعات ایرانی تحت نظر آندرس انجام داد و رسالهٔ دکتری خود را با موضوع بررسی فعل فارسی میانه در ۱۹۳۱ گذراند. در سال ۱۹۳۲ از طرف آکادمی پروس به سمت دبیری مجموعهٔ دست‌نوشته‌های مانوی تورفان منصوب شد. طی سال‌ها بعد سه مجموعه از دست‌نوشته‌های پارسی میانه و پارتی و مجموعه‌ای از متون سغدی را در برلین منتشر کرد.
در سال ۱۹۳۶ به دعوت هارولد بیلی برای تصدی کرسی جامعهٔ پارسی برای مطالعات ایرانی در مدرسه مطالعات مشرق‌زمین و آفریقا به لندن رفت و مطالعات خود را در مورد متون تورفان ادامه داد. در سال ۱۹۴۶ به عنوان استاد مدعو به دانشگاه کلمبیا در نیویورک رفت و سال بعد به عنوان دانشیار مطالعات آسیای میانه در دانشگاه لندن منصوب شد و در سال ۱۹۴۷ رتبهٔ استادی یافت. در سال ۱۹۴۹ خطابه‌های معروف خود را در آکسفورد ایراد کرد که به بررسی انتقادی آرای هرتسفلد و نیبرگ در مورد زرتشت می‌پرداخت. در سال ۱۹۵۰ به دعوت دولت ایران سفری به جنوب ایران کرد و تحقیقاتی بر کتیبه‌های سرمشهد، نقش رستم و کرتیر انجام داد.
در سال ۱۹۵۴ به مدیریت شورای اجرایی مجموعهٔ کتیبه‌های ایرانی در لندن منصوب شد و تا پایان عمر این مسئولیت را بر عهده داشت. از سال ۱۹۵۷ سرپرستی بخش زبان‌ها و فرهنگ‌های خاورمیانه و نزدیک را در مدرسه مطالعات مشرق‌زمین و آفریقا در دانشگاه لندن به عهده گرفت. در سال ۱۹۶۱ پیشنهاد تصدی کرسی مطالعات ایرانی دانشگاه برکلی در کالیفرنیا را پذیرفت و طی سال‌های بعد مرکز جدیدی برای مطالعات ایرانی در آن دانشگاه ایجاد کرد.
هنینگ بیش از هفتاد مقاله منتشر کرد که موضوعات گسترده‌ای را در بر می‌گرفت؛ بررسی متون مانوی به زبان‌های پارسی میانه، پارتی و سغدی، زبان بلخی، تفسیر سنگ‌نبشته‌های ساسانی از جمله کتیبهٔ سه‌زبانهٔ کعبه زرتشت، و مشکلات متون پهلوی و اوستایی. یک اثر منتشرنشدهٔ او تحت عنوان فرهنگ ریشه‌شناختی زبان فارسی به‌صورت مجموعه‌ای از برگه‌ها ناتمام باقی‌مانده‌است.
هنینگ استاد راهنمای دورهٔ دکترای احسان یارشاطر بوده‌است. موضوع رسالهٔ یارشاطر این بوده‌است که زبان مردم آذربایجان نه ترکی بلکه زبانی بنام تاتی بوده‌است.

## شغل دانشگاهی
والتر برونو هنینگ در ۲۶ آگوست ۱۹۰۸ به عنوان فرزند یک مدیر ثبت اراضی در راگنیت، پروس شرقی به دنیا آمد. او در دوران دانش‌آموزی به ویژه در ریاضیات برتری داشت، به طوری که یکی از معلم‌هایش به او توصیه کرد زبان‌ها را به عنوان موضوع مطالعات خود انتخاب نکند. او شروع به تحصیل ریاضیات در دانشگاه گوتینگن کرد و علاقه‌اش به تاریخ ریاضیات او را به مطالعه دستاوردهای ریاضیدانان مسلمان قرون وسطی سوق داد که این امر باعث شد شروع به یادگیری زبان عربی کند. این اشتغال به موضوعات شرقی، او را تحت تأثیر فردریش کارل آندره‌آس، مفسر الهام‌بخش متون باستانی ایرانی با دانش و ایده‌های فراوانش قرار داد. این واقعیت که هنینگ به عنوان دانشجوی آندریاس به یک متخصص ایران‌شناسی تبدیل شد، از بزرگترین شایستگی‌های این معلم و الهام‌بخش بی‌نظیر است. او در طول زندگی‌اش از آندریاس سپاسگزار بود، اما در برخی از مسیرهای اشتباه او را دنبال نکرد. پس از کار کوتاهش در لیدن بر روی «هماهنگی سنت اسلامی» (حدیث)، هنینگ دکترای خود را در سال‌های ۱۹۳۰/۳۱ با کار برنده جایزه‌اش درباره «فعل فارسی میانه در متون تورفان» دریافت کرد که برای مطالعه فارسی میانه یک کمک ضروری باقی مانده است. او به طور سیستماتیک الگوی دستور زبان فارسی میانه را که کارل سالمان در طرح کلی فیلولوژی ایرانی خود توسعه داده بود، دنبال کرد، که این الگو مورد آزمایش قرار گرفته و دوباره توسط A. Ghilain در مقاله خود درباره زبان پارتی پذیرفته شد. سپس آکادمی علوم پروس در برلین در سال ۱۹۳۲ به هنینگ ماموریت داد تا ویرایش پس از مرگ آندریاس از متون تورفان ایرانی را که ناتمام مانده بود، ویرایش کند. متعاقباً مجموعه‌های متون فارسی میانه و پارتی به صورت موضوعی و با سرعت زیاد در گزارش‌های آکادمی علوم پروس منتشر شد: «مانی‌خانی‌های ایرانی میانه از ترکستان چین» I، ۱۹۳۲ (یک متن کیهان‌شناختی فارسی میانه)، II، ۱۹۳۳b (متون منثور و شعری کوتاه فارسی میانه)، III، ۱۹۳۴a (متون منثور و شعری کوتاه پارتی). هنینگ به روشی بین ویرایش بدون حاشیه و حاشیه‌نویسی گسترده آثار قبلی، راه درست را پیدا کرد و هرگز روش آوانویسی و رونویسی متون مکس مولر را دنبال نکرد. او در ویرایش سال ۱۹۳۴ خود، این روش رونویسی با حروف عبری—که سالمان معرفی کرده بود—را با استفاده صریح و کاربردی از حروف لاتین برای آوانویسی جایگزین کرد. این روش برای متون به همه زبان‌های ایرانی که با خط مانوی نوشته شده بودند، به وضوح قابل تایپ بود و از آن زمان برای ارائه متون تورفان ایرانی مورد استفاده قرار گرفته است. جای تاسف است که این ویرایش‌ها مشخص نمی‌کنند کدام یک از کشفیات از آندریاس و کدام یک از هنینگ بوده است. اما آنچه اهمیت دارد، ارزش علمی بالای ویرایش‌ها، کیفیت کار ویرایشی، ارزش شناختی متون و گستردگی آن‌ها است که از تمام ویرایش‌های قبلی پیشی گرفت. تحقیقات بعدی نتوانست چیز زیادی به نتایج حاصل شده توسط آندریاس و هنینگ اضافه کند، و اگر هم اضافه کرد، تنها ارزش متون به دقت انتخاب شده توسط ویراستاران را افزایش داد. نمونه‌ای از این امر، اثبات هانس هاینریش شادر است که داستان ماموریت مانوی M2 در شخصیت پتیگ به یکی از شاگردان مانی، پاتیچیوس، اشاره می‌کند که نام پدر مانی نیز بود. یک ویرایش جدید گسترده و تصحیح شده از متون اولیه هنینگ، که تصحیحات آن تا حدی مربوط به خود هنینگ است، توسط مری بویس در مجموعه‌ای که او به عنوان کتابخوان برای اهداف آموزشی آماده کرده بود، تولید شده است. چهارمین ویرایش هنینگ، «یک کتاب دعا و اعتراف مانوی» (۱۹۳۷)، تنها و بدون شک بزرگترین دستاورد ویرایشی اوست. او موفق شد مجموعه‌ای حجیم از متون سغدی مانوی را رمزگشایی کند، که برای درک آن هیچ موازی یا مدلی در دسترس نبود و واژگان آن عملاً ناشناخته بود، و بدین ترتیب پایه و اساس تحقیقات در ادبیات سغدی مانوی را بنا نهاد.
سال‌های ۱۹۳۶ و ۱۹۳۷ را می‌توان به عنوان نقطه عطفی در زندگی و کار هنینگ دانست. برای خود او و برای ماریا پولوتسکی، خواهر مصرشناس و سامی‌شناس مشهور آلمانی-یهودی که در سال ۱۹۳۷ همسر او شد (او جان خود را در سال ۱۹۳۶ به خطر انداخت تا او را از آلمان خارج کند)، انتقال او به انگلستان در سال ۱۹۳۶ به معنای فرار از رژیم فاشیست حاکم بر آلمان بود. خروج او از آلمان به این معنا بود که تعهدات آموزشی از انواع مختلف باید جایگزین فعالیت پژوهشی او در آکادمی می‌شد، اما این به معنای پایان کار پژوهشی او نبود. برعکس، این امر منجر به گسترش کار آکادمیک او شد که تقریباً تمام موضوعات فیلولوژی ایرانی میانه، بسیاری از مسائل گویش‌شناسی ایرانی نو، تاریخ زبان‌شناسی فارسی نو و تحقیقات اوستایی، و حتی تحقیقات درباره همسایگان غیر ایرانی را شامل می‌شد. او اکنون کار و زمان خود را به حل مشکلاتی که به نظرش قابل حل بودند و برای ایران‌شناسی مهم می‌دانست، اختصاص داد. بنابراین او به جای تولید ویرایش‌های متنی حجیم قبلی خود با ماهیت تک‌نگاری، مقالاتی نوشت. مقاله حل مسئله به شکلی تبدیل شد که هنینگ با خوانندگان خود ارتباط برقرار می‌کرد، و اگرچه او گهگاهی هنوز تک‌نگاری‌هایی می‌نوشت (مثلاً «سغدی‌ها»، ۱۹۴۰؛ «زرتشت: سیاستمدار یا جادوگر؟»، ۱۹۵۱)، این‌ها بیشتر شبیه مجموعه‌های بسیار فشرده بودند. یک تک‌نگاری نمونه‌وار، «ایرانی میانه» او است، که یک اثر کلاسیک در توصیف زبان‌شناسی ایرانی است (۱۹۵۸). از ویژگی‌های این دوره در کار هنینگ، روی آوردن او به زبان انگلیسی کشور میزبانش است که به آن به اندازه زبان مادری خود مسلط بود. اما او هرگز زبان آلمانی مادری خود را رها نکرد؛ «ایرانی میانه» مذکور او نمونه‌ای بارز از زبان آکادمیک آلمانی دقیق و مختصر، و در عین حال به وضوح قابل فهم و ظریف است.
هنینگ از سال ۱۹۳۶ به عنوان «سخنران جامعه پارسی در مطالعات ایرانی» در مدرسه مطالعات شرقی لندن و از سال ۱۹۳۹ به عنوان مدرس ارشد فعال بود. شیوع جنگ جهانی دوم فعالیت آکادمیک او را قطع کرد و در سال ۱۹۴۰ به عنوان شهروند یک کشور متخاصم در جزیره من بازداشت شد. این دوره برای هنینگ و همسرش بسیار دشوار بود، به ویژه که دخترشان آن در این زمان به دنیا آمد. پس از آزادی، او مدرسه را به کمبریج دنبال کرد، جایی که مدرسه به آنجا تخلیه شده بود. در سال ۱۹۴۶ هنینگ به عنوان استاد مهمان در دانشگاه کلمبیا در نیویورک به تدریس زبان‌های سانسکریت و ایرانی پرداخت. او در نهایت رئیس بخش زبان‌ها و فرهنگ‌های خاور نزدیک و میانه در مدرسه مطالعات شرقی و آفریقایی شد، اما در سال ۱۹۶۱ یک کرسی استادی را در دانشگاه کالیفرنیا در برکلی پذیرفت، جایی که تا زمان مرگش در ۸ ژانویه ۱۹۶۷ به عنوان استاد مطالعات ایرانی فعالیت کرد.
مرگ زودهنگام این محقق بزرگ بر اثر سقوط، سرنوشت مردی را رقم زد که در سال‌های اولیه زندگی خود بر اثر بیماری جدی معلول شده بود و دستاورد ذهنی عظیم او با وجود مشکلات جسمی‌اش حاصل شده بود. «روح او بدنش را نفی می‌کرد»، همانطور که در یکی از تعداد بی‌شمار آگهی‌های فوت او گفته شد. مری بویس، که چندین خاطره زیر درباره هنینگ را مدیون او هستم، نوشت: «یک بیماری دوران کودکی منجر به ضعف جسمی مادام‌العمر شد، اما او با این وجود استقامت فکری عظیمی داشت. او ترجیح می‌داد شب‌ها کار کند (عادتی که به عنوان دانشجوی آندره‌آس کسب کرده بود)، زیرا زمانی بدون وقفه بود».

## واژه‌شناسی در شاخه‌های زبان‌های ایرانی میانه
هنینگ، مانند بسیاری دیگر از متخصصان در مطالعات ایران و ترکیه، مطالعه متون تورفان را پایه‌ای محکم برای تحقیقات بعدی خود در زمینه فیلولوژی باستان قرار داد. او پس از ترک آکادمی نیز به این موضوع وفادار ماند و می‌توان گفت که بیشتر تحقیقات بعدی خود را به آن اختصاص داد و نتایج متعددی به دست آورد. در اینجا چند نمونه به ترتیب زمانی آورده شده است:
- «سغدیکا» (1940): در این اثر، هنینگ واژه‌نامه‌های دوزبانه فارسی میانه/پارسی و سغدی و فهرست‌های واژگان سغدی، یک متن بودایی-سغدی (رجوع به کودارا و سوندرمان) و قطعه‌ای از نسخه سغدی خواستیانیفت را منتشر کرد. هنینگ نتوانست فهرست بزرگ واژگان سغدی T III T = So 16201 را که اکنون چاپ شده است، در این اثر بگنجاند، اما کتاب کوچک او همچنان یک دستاورد بی‌نظیر در تحقیقات لغت‌شناسی باقی مانده است.[۸]

- «آخرین سفر مانی» (1942): در این کتاب، هنینگ قطعه فارسی میانه M 3 را به طور قطعی منتشر کرد و فرضیه‌ای را که قبلاً در سال 1936 بیان کرده بود، ثابت کرد، مبنی بر اینکه محتوای آن مربوط به ملاقات فاجعه‌بار مانی با بهرام اول (و نه شاپور اول) بود. قطعات پارتی گزارش آخرین سفر مانی به دربار سلطنتی که به همان خوبی ارائه و به دقت تفسیر شده بودند، تنها بعداً توانستند در زمینه وسیع‌تری از مجموعه‌ای از موعظه‌ها در تاریخ کلیسا قرار گیرند.[۹]

- «کتاب غول‌ها» (1943): در این اثر، هنینگ تقریباً تمام قطعات یک اثر کانونی مانی را با حداکثر اطمینان ویرایش و توصیف کرد و بین بخش‌هایی از این اثر، بخش‌هایی از آثار دیگر با همان محتوا و بخش‌هایی از متون مختلف در همان نسخ خطی تمایز قائل شد (رجوع به کتاب غول‌ها).[۱۰]

- «قصه‌های سغدی» (1945): این کتاب نمونه‌هایی از هنر روایتگری مانویان آسیای مرکزی را ارائه می‌دهد و در بسیاری موارد به نقوش هندی اشاره دارد. این امر در مورد «کتاب مثل‌های سغدی» که بعدها ویرایش شد نیز صادق است (رجوع به سوندرمان، 1985). اضافاتی به اسطوره دین، به اصطلاح داستان ایوب، و به داستان ماهی کار یافت شده است.[۱۱]

- «دو متن جادویی مانوی با تفسیری بر پایان پارتی -ēndēh» (1947): این اثر منجر به شناخت نه تنها منابع هندی متون جادویی مانوی، بلکه اضافات غربی آنها نیز شد. آنها بیشتر گواه هم‌نشینی ادبیات جادویی هستند تا هم‌نشینی مانوی.[۱۲]

- «قطعه سغدی کیهان‌شناسی مانوی» (1948): این اثر نه تنها به توصیف ساخت جهان توسط روح زنده و مادر زندگی می‌پردازد، بلکه به ایده‌های کمتر شناخته شده آن زمان از مانویت شرقی در مورد قلمرو نور پدر بزرگی نیز می‌پردازد. هنوز مشخص نیست که این قطعه، که به دلیل شکل باشکوه خود نیز برجسته است، به کدام اثر مانی باید نسبت داده شود.[۱۳]

- «نسخ خطی شاعرانه فارسی از زمان رودکی» (1962): در این اثر، خصوصیات املایی و زبانی فارسی نو مانوی رمزگشایی شده و قطعاتی از شعر فارسی نو ارائه شده است که هنینگ آنها را به قرن دهم نسبت داده است. در آن زمان بزرگترین متن مانوی به زبان فارسی نو گم شده تلقی می‌شد (M 105a + b, M 106, M 901). ویرایش آن اکنون در حال چاپ است.[۱۴]

- «یک دانه خردل» (1965): هنینگ در این مقاله به یکی از مثل‌های متعدد مانوی پرداخت که لزوم صدقه دادن شنوندگان به منتخبین برای رستگاری آنها را القا می‌کند. آنچه این مقاله را به "گنجینه‌ای از مشارکت‌های علمی" (م. شوارتز) برای لغت‌شناسی تبدیل می‌کند، تحلیل واژه "خردل سفید" در تمام اشکال ایرانی آن و نظرات در مورد اصطلاحات دیگر مانند سغدی šrγw "شیر" است.[۱۵]

هنینگ همچنین دانشجویان خود را در کارش بر روی متون ایرانی تورفان درگیر کرد و تحت راهنمایی و همکاری او، آثار بنیادی در ایران‌شناسی مانند «گرامر سغدی مانوی» اثر ایلیا گرشویچ؛ «دوره‌های سرود مانوی در پارتی» و مهمتر از همه، «فهرست نسخ خطی ایرانی به خط مانوی در مجموعه تورفان آلمان» اثر ماری بویس پدید آمدند. اثر اخیر یک کمک ضروری بود و برای هر کار بعدی در مورد متون ایرانی تورفان ضروری باقی ماند.
مشارکت‌های هنینگ در تحقیقات تورفان از این جهت بیشتر قابل تحسین است که تحت شرایط کاری دشوار انجام شد. از زمانی که آلمان را ترک کرد، به جز یک بازدید کوتاه از آکادمی در سال 1958، از دسترسی مستقیم به متون تورفان محروم بود. این درست است که حامیان فهمیده‌ای مانند ه. لودرز، ر. هارتمن و ه. گراپو، که مسئول نگهداری مجموعه تورفان بودند، تمام تلاش خود را تحت شرایط دشوار ناسیونال سوسیالیسم و تقسیم بعدی آلمان برای تامین عکس‌های متنی و حفظ حقوق انتشار او انجام دادند و او نیز به موقع توانست از کار دانشجویان خود در آکادمی برلین بهره‌مند شود؛ اما کسانی که روی متون تورفان کار می‌کنند به خوبی می‌دانند که هر انتشار به بررسی و بازبینی مداوم خوانش‌ها با اصل نیاز دارد. هنینگ از انجام این کار بازداشته شد و بدین ترتیب، برای مثال، نتوانست قطعه M 48 از تاریخ مأموریت مانوی را با قطعات متعدد دیگر ترکیب کند و جزئیات جالبی در مورد تغییر دین توران‌شاه به دست آورد. با این وجود، این از ویژگی‌های تیزبینی و قضاوت قابل اعتماد هنینگ است که او امکان ساختار قطعات این صفحه را به درستی حدس زد: "با کمک نسخ اصلی ممکن است بتوان صفحات کاملی از این و چند قطعه دیگر را تولید کرد،" او در سال 1945 نوشت.
دو زبان ایرانی میانه، خوارزمی و باختری، از طریق تحقیقات هنینگ به نور آمدند و او بینش‌های اساسی در مورد ساختار گرامری و واژگان آنها به دست آورد.
هنینگ از سال 1936 با زبان خوارزمی آشنا بود؛ و قابل تحسین است که او چگونه در عرض چند هفته توانست جزئیات بسیاری از آواشناسی، ساختار شکل و واژگان را از مواد محدود موجود در قنیة المنیه مختار زاهدی تعریف کند. مقاله او با عنوان «زبان خوارزمی» با آگاهی از واژگان غنی خوارزمی مقدمة الأدب محمود زمخشری نوشته شد. یک نقص جدی این اثر او، که عمدتاً اصلاحیه‌ای بر تحقیقات قبلی است، این است که خود پر از خطا است، زیرا او ظاهراً هرگز فرصت خواندن نمونه‌خوانی این متن را، که حروف‌چینی آن بسیار دشوار بود، پیدا نکرد. به همین دلیل در چاپ مجدد «مقالات منتخب هنینگ» بازنویسی شد که منجر به خطاهای جدید گاه‌به‌گاه شد. دشوارترین موضوع در دستور زبان خوارزمی، فعل و ارتباطات آن، توسط هنینگ در «ساختار فعل خوارزمی» مورد بحث قرار گرفت، به ویژه با توجه به "حضور اشکال وقفه، پایانه‌های آوایی، سیستم پسوندها و پیچیدگی‌های آن، و... وجود پسوندهای پیش‌بینی کننده".
هنینگ در سال 1955 به "تقریباً یک واژه‌نامه کامل که امیدوارم در آینده نزدیک منتشر کنم" اشاره کرد، اما او فرصت انجام این پروژه را نداشت. قطعه‌ای از یک واژه‌نامه خوارزمی، که در دسترس دی. نیل مک‌کنزی بود، توسط او از آثار منتشر نشده منتشر شد. آنها شامل لغت‌های پس از مرگ خود هنینگ ʾ تا ʾkw و یادداشت‌های بیشتر بر اساس ارجاعات متقابل هنینگ هستند. از آنجا که واژگان خوارزمی خود مک‌کنزی ناقص ماند، «فهرست واژگان خوارزمی یوهانس بنزینگ» دقیق‌ترین واژه‌نامه واژگان خوارزمی به خط عربی باقی مانده است. همچنین به بنزینگ است که ما مدیون تنها ویرایش کامل مقدمة الأدب زمخشری هستیم، که باید همراه با توضیحات مک‌کنزی در نقد او بر این اثر استفاده شود. خود مک‌کنزی در سال 1990 تمام متن قنیة المنیه را همراه با رسالة الألفاظ منتشر کرد.
خلاصه‌ای از نتایج اصلی آثار خود هنینگ در مورد ایرانی میانه، که امروزه به اندازه پنج دهه پیش ضروری است، توسط هنینگ در مقاله مفصل خود «ایرانی میانه»، یک مشارکت کلاسیک در مجموعه هندبوخ در اورینتالستیک، منتشر شد. این اثر شایسته جایگاه ویژه‌ای در میان تمام توصیف‌های زبان‌ها است. این واقعیت که در اینجا توصیف خط (آرامی) به عنوان "خط به عنوان نماد وحدت ایرانی میانه" تا زمان انتشار اثر تا حدودی اعتبار خود را از دست داده بود، تا حدی به دلیل تحقیقات خود هنینگ در مورد خطوط خوارزمی و باختری بود.
در مکمل‌های این اثر، هنینگ کشف کتیبه سرخ‌کوتل توسط دانیل شلومبرژه را گزارش داد، "که نوید می‌دهد کلیدی برای کشف زبان پادشاهان کوشان ارائه دهد." کشف این کتیبه در سال 1957 زبان پادشاهان کوشان را به موضوعی ارزشمند برای تحقیق تبدیل کرد. تعجب‌آور نیست که از همان ابتدا هنینگ اولین کسی بود که در مقاله خود «کتیبه باختری»، پاسخ‌های صحیح را به سوالات اساسی یافت. هنینگ نام «باختری» را برای این زبان ابداع کرد (رجوع به زبان باختری)، جایگزین «اتئو-تخاری» قبلی. (از کتیبه رباط، سطر 3، همانطور که سیمز-ویلیامز تشخیص داده است، به نظر می‌رسد که کانشکا به طور سنتی زبان خود را آریایی می‌نامید.) او همچنین دریافت که این کتیبه به دستور کانشکا نبوده، بلکه در زمان هویشکا انجام شده است و موضوع آن ساخت چاه در معبدی است که توسط کانشکا بنا شده است. در مقاله ذکر شده و در «سرخ‌کوتل و کانشکا»، هنینگ ثروت عظیمی از کشفیات خاص در مورد دستور زبان و واژگان باختری را گزارش داد.
در سال 1960، هنینگ به "سندی نوشته شده به زبانی نزدیک" اشاره کرد که او و ماری بویس در حال آماده‌سازی برای انتشار بودند. این قطعه منحصر به فرد باختری به خط مانوی و با محتوای مانوی M 1224 بود، که ویرایش آن پس از مرگ هنینگ به ایلیا گرشویچ سپرده شد. گرشویچ در مقاله خود «قطعه باختری به خط مانوی» در مورد آن گزارش داد. انتشار این قطعه از سیمز-ویلیامز انتظار می‌رود.
اینکه آثار هنینگ در زمینه ایرانی میانه منجر به انتشاراتی در مورد زبان‌های سکایی نشد، که او باید آنها را می‌شناخته است، احتمالاً به این دلیل است که او هارولد بیلی را مرجع آنها می‌دانست.
روش تحقیق کاملاً منبع‌محور هنینگ و کشف تعداد زیادی از کتیبه‌های مهم و گسترده دوره ایرانی میانه در قرن بیستم، او را به یک کتیبه‌نگار پیشگام تبدیل کرد. مطالعه او شامل سکه‌ها، مهرها و جواهرات نیز بود که او بر اهمیت زیاد آنها برای تحقیقات ایران‌شناسی تاکید کرد. او در سال 1950 هنگامی که به عنوان مهمان دولت ایران در ایران اقامت داشت، خودش از کتیبه‌ها عکس گرفت. نتایج این سفر مهم، که از جمله به مطالعه کتیبه‌های ساسانی در استان فارس اختصاص داشت، قالب‌ریزی‌های او از کتیبه‌های سنگی است، مانند کتیبه کردیر سرمشهد، که او تحت دشوارترین شرایط ساخت. به تحریک هنینگ، عکس‌های کامل و خوانا از کتیبه‌ها و نقش‌برجسته‌های سنگی تنگ سروک در خوزستان نیز تهیه شد.
نتیجه این تلاش‌های موفق در مورد کتیبه‌های سنگی ساسانی، تأسیس انجمن بین‌المللی بنیاد کتیبه‌های ایرانی در لندن در سال 1954 به منظور جمع‌آوری و انتشار اسناد و کتیبه‌های ایرانی بود. هنینگ با موفقیت به عنوان اولین رئیس و مدیر آن تا زمان مرگش خدمت کرد. هیچ جامعه علمی دیگری به این اندازه در انتشار و ترویج منابع کتیبه‌ای نقش نداشته است. خود هنینگ در این مجموعه بازتولیدهای خود از کتیبه‌های کردیر سرمشهد و نقش رستم، و همچنین «کتیبه‌های کوچکتر کاردیر همراه با پایان نقش رستم» را منتشر کرد. با این حال، عکس‌های او از کتیبه شاپور در کعبه زرتشت ابتدا در انتشار این متن توسط فیلیپ هایسه گنجانده شد، که بر ارزش بالای این اسناد تاکید کرد.
در هیچ زمینه دیگری از مطالعات او، استعداد تقریباً پیش‌گویانه هنینگ در تشخیص خطوط خارجی و رمزگشایی متون ناشناخته، برجسته‌تر از کار او بر روی مواد کتیبه‌ای نشان داده نشد. هر یک از مقالات او که به این موضوع اختصاص یافته‌اند، از چنان وضوح قانع‌کننده و ظاهراً بی‌دردسری برخوردارند که انسان را به تعجب وامی‌دارد که چرا خود او نتوانسته است مشکل را حل کند.
از همان اولین اثر بزرگ کتیبه‌ای خود، «کتیبه بزرگ شاپور اول»، که زمانی نوشته شد که تنها نسخه فارسی میانه کتیبه بزرگ سلطنتی در کعبه زرتشت شناخته شده بود و اضافات نسخه‌های پارتی و یونانی در دسترس نبود، هنینگ موفق شد سوالات مربوط به نویسندگی (شاپور اول، نه نرسی)، موضوع (گزارش لشکرکشی‌های پیروزمندانه علیه رومیان و تأسیس آتش‌های مقدس، نه "فهرست شهرها") و همچنین تاریخ‌گذاری را حل کند. این مقاله گنجینه‌ای برای تحقیقات در مورد نام‌های مکان است.
در «کتیبه آرامی آشوکا یافت شده در لام‌پاکا»، هنینگ توضیح داد که کلمات غیرآرامی که تا کنون ایرانی محسوب می‌شدند، هندی میانه بودند.
در «آثار و کتیبه‌های تنگ سروک»، هنینگ با ارجاع به افسانه‌های تا حدی خوانده شده تترا-دراخم‌های ایلیمائی، مشکل خط و زبان کتیبه را حل کرد. او بدین ترتیب ثابت کرد که زبان آنها آرامی خالص بود، که در عین حال گسترش این زبان را تا خوزستان نشان داد.
در مقاله «وداع با خاقان آق‌اقاطران»، سهم هنینگ در توضیح کتیبه پایکولی نه تنها شامل جایگزینی «خاقان آق‌اقاطران» با نام مکان «هیان نیکاتور» است. او همچنین به مکان‌ها و افراد ذکر شده در کتیبه پایکولی (و همچنین در کتیبه شاپور در کعبه زرتشت) می‌پردازد. مشاهدات او به طور گسترده در ویرایش قطعی این کتیبه توسط هلموت هومباخ و پرودز اوکتور شروو گنجانده شده است.
از میان آثار کتیبه‌ای کوتاه‌تر او، «کتیبه فیروزآباد» شایان ذکر است. رمزگشایی کتیبه تحت دشوارترین شرایط انجام شد، سال‌ها طول کشید و منجر به تشخیص واقعاً حیرت‌انگیز شد که این یک گواه از وزیر قدرتمند و مشهور ساسانی، مهرنرسی بود که در قرن پنجم شکوفا شد.
اینکه ریشه‌شناسی‌ها به خطرات فیلولوژی تعلق دارند، به خوبی شناخته شده است. ریشه‌شناسی‌های هنینگ دستاوردهای یک استاد است که دارای دانشی تقریباً نامحدود و ثروتی بی‌نهایت از ایده‌ها و همچنین عقل سلیم بود. ما فقط می‌توانیم چنین آثار درخشان و متنوعی مانند «اوکتو»، «یک کلمه بی‌توجه در اوستا»، یا «کلمه فارسی میانه برای 'آبجو'» را بخوانیم و تحسین کنیم.

## به عنوان مورخ
هنینگ، به عنوان محققی که به تاریخ علاقه‌ی شدیدی داشت، فیلولوژی (لغت‌شناسی) برای او صرفاً یک هدف فی نفسه نبود، بلکه به تحقیقات تاریخی او نیز کمک می‌کرد. عامل تعیین‌کننده‌ای که به تحقیقات تاریخی او کمک می‌کرد، علاقه‌ی دیرینه‌ی او به ریاضیات بود که هرگز آن را کنار نگذاشت. همین امر باعث شد او به مورخی تبدیل شود که با دقت علمی کار می‌کرد و به طور خاص در حل مسائل گاه‌شماری کوشا بود.
هنینگ، پیشتر در متن کیهان‌شناختی «متون مانوی فارسی میانه ۱»، به طرز هوشمندانه‌ای بین دو سطح ترکیب، یعنی متن اصلی از سال‌های ۲۳۵-۲۳۸ پس از میلاد و یک متن تکمیلی از دوره‌ی حدود اوایل قرن هفتم تمایز قائل شده بود. از این رو نتیجه گرفت که متن اصلی اثر مانی بوده است.
از جمله آثار تاریخی هنینگ می‌توان به اثر جدلی او به نام "زرتشت، سیاستمدار یا جادوگر؟" اشاره کرد که برگرفته از سخنرانی‌های او در آکسفورد در سال ۱۹۴۹ به عنوان یکی از سخنرانی‌های راتانبای کاتراک بود. از هنینگ توسط برگزارکنندگان خواسته شده بود که درباره‌ی کتاب‌های مربوط به زرتشت اثر ارنست هرتسفلد و هنریک ساموئل نیبرگ که در آن زمان بسیار مورد بحث بودند، صحبت کند.
تلاش هنینگ برای تعیین دوره و مکان زرتشت بدون شک در این اثر اهمیت بالایی داشت. این کار نه تنها به عنوان استدلالی علیه نظریه‌ی نیبرگ مبنی بر اینکه زرتشت یک شمن پیش از تاریخ بوده است، مهم بود، بلکه خود نیز هدفی فی نفسه داشت. هنینگ سال دقیق زندگی زرتشت را در سال سنتی ۲۵۸ پیش از اسکندر یافت، هرچند دیگر تأیید آن را در یک قطعه متن مانوی که پیش از این به شهادت آن بسیار تکیه کرده بود، جستجو نکرد. تاریخ‌گذاری هنینگ از زرتشت بحث‌برانگیز باقی مانده است. ویژگی این بحث مداوم این است که یکی از دانشجویان او، ایلیا گرشویچ، همیشه به آن اعتقاد داشت و اخیراً در مقاله‌ای به نفع آن استدلال کرد، در حالی که دانشجوی دیگر هنینگ، مری بویس، زرتشت را در نیمه دوم هزاره دوم پیش از میلاد تاریخ‌گذاری کرده است.
پایان‌نامه‌ی هنینگ، به دنبال یافته‌های یوزف مارکوارت در مورد خاستگاه خوارزمی زرتشت، نیز تأثیر زیادی داشت. نکته‌ی اساسی در استدلال هنینگ، رابطه‌ی بیش از یک قرنی بین زبان‌های اوستایی و خوارزمی بود. اعتبار این فرض توسط هلموت هومباخ  رد شد و توسط دی. نیل مک‌کنزی «ثابت‌نشده» تلقی شد؛ اما خود هنینگ ایده‌ی خود را درباره‌ی خاستگاه زرتشت به عنوان منطقه‌ای شامل مرو و هرات توضیح داد و بنابراین به دنیای خوارزمی‌زبان محدود نمی‌شد.
این ارزیابی از کتاب زرتشت هنینگ ناقص خواهد بود، مگر اینکه به توضیحات متقاعدکننده‌ی متعدد واژه‌ها که آن را به گنجینه‌ای از واژه‌شناسی و تاریخ فرهنگی ایران تبدیل کرده است نیز اشاره کنیم. می‌توان به کشف هنینگ اشاره کرد که اوستایی baŋha- و فارسی میانه mang به معنای «شاهدانه» نیستند، بلکه فارسی میانه bang و mang به معنای «بنگ» (نوعی گیاه دارویی) هستند، و فارسی جدید bang پیش از قرن دوازدهم به معنای «شاهدانه» نبوده است.
بزرگترین اهمیت تحقیقات هنینگ بدون شک به گاه‌شماری و محاسبات تقویمی مربوط می‌شد. تلاش‌های هنینگ برای یافتن تعریف قابل اعتمادی از تاریخ‌های زندگی مانی با گاه‌شماری به همان اندازه مسئله‌ساز دو فرمانروای اول ساسانی ارتباط نزدیکی داشت، زیرا خود مانویان رویدادهای زندگی مانی را در سال‌های سلطنت این پادشاهان تاریخ‌گذاری کرده بودند. در مورد ساسانیان اولیه، تاریخ‌های تئودور نولدکه عبارت بودند از: سال اول سلطنت اردشیر یکم، ۲۲۶/۲۷؛ سال اول سلطنت شاپور یکم، ۲۴۱/۴۲؛ آخرین سال شاپور یکم، ۲۷۱/۷۲. این تاریخ‌گذاری‌ها با تاریخ‌های کتیبه‌ی سنگ‌نبشته بیشاپور که سال اول اردشیر را ۲۲۳/۲۴ و سال اول شاپور را ۲۳۹/۴۰ تعیین کرده بود، در تضاد بود. هنینگ در سال ۱۹۵۷، با مقایسه‌ی تاریخ‌های خود با تاریخ‌های محاسبه شده توسط سید حسن تقی‌زاده، نتیجه گرفت که سال اول اردشیر باید از ۲۷/۹/۲۲۳ باشد، جلوس او بر تخت در ۲۸/۴/۲۲۴، سال اول شاپور از ۲۳/۹/۲۳۹، تاج‌گذاری او در ۱۲/۴/۲۴۰ و مرگ او در مه ۲۷۰؛ او همچنین مرگ هرمز یکم را در ژوئن ۲۷۱ و بهرام یکم را در سپتامبر ۲۷۴ تاریخ‌گذاری کرد.
این تاریخ‌گذاری، با این حال، با این واقعیت که طبق شهادت کدکس مانوی کلن که در سال ۱۹۷۰ شناخته شد، اردشیر یکم در سال ۲۴۰-۴۱، زمانی که شهر هترا را فتح کرد، هنوز زنده بود، سازگار نیست. در واقع، او شاید در اواخر ۲۴۱-۴۲ درگذشت. بنابراین اردشیر باید «حداقل تا بخشی از سال ۲۴۰ حکومت کرده باشد»، واقعیتی که با گاه‌شماری اولیه در این زمینه در تضاد است. ممکن است در سال‌های اولیه سلسله ساسانی، دو روش موازی برای شمارش سال‌های سلطنت پادشاه اعمال می‌شده است، شمارش از زمان تأسیس آتش شاهی و شمارش از زمان جلوس پادشاه بر تخت (به عنوان حاکم مطلق تمام پادشاهی؟)؛ در این صورت تاریخ‌گذاری‌های هنینگ و نولدکه هر دو صحیح بوده‌اند.
این تاریخ‌ها، که برای زندگی مانی به کار رفته‌اند و به ویژه با کشفیات گاه‌شماری جدیدی که هنینگ با همکاری جی. هالون از «خلاصه‌ی تعالیم و سبک‌های آموزش مانی، بودای نور» چینی به دست آورد، منجر به تأیید ۱۲ آوریل ۲۴۰ به عنوان تاریخ تاج‌گذاری شاپور یکم شد. سنت مانوی اولین ظهور استاد خود را به این تاریخ مرتبط می‌داند، و این تشخیص به نحو درخشانی در کدکس مانوی کلن تأیید شد.
شاید مهمترین کشف هنینگ در هنگام مطالعه این خلاصه، تاریخ دقیق تولد مانی به عنوان ۱۴ آوریل ۲۱۶ بود. با این حال، باید توجه داشت که این تاریخی است که طبق گفته‌ی پل پلیو، در برخی منابع چینی نیز به عنوان زادروز بودا ذکر شده است، واقعیتی که احتمال سبک‌پردازی قدیس‌نگاری بر اساس الگوی بودایی را مطرح می‌کند.
برای سال مرگ مانی، هنینگ در این خلاصه تأییدی بر تاریخ‌گذاری اولیه یافت؛ با اصلاح یک محاسبه از آلبرت فون لو کوک، او این تاریخ را به ۲ مارس ۲۷۴ تغییر داد. با این حال، این تاریخ‌گذاری پذیرفته نشد، شاید به این دلیل که تأکید یکپارچه‌ی منابع مانوی مبنی بر اینکه مانی ۶۰ سال زندگی کرده بود را به قلمرو افسانه راند. بنابراین تاریخ‌های بعدی که پیشنهاد شدند عبارت بودند از: ۶ مارس ۲۷۶؛ ۱۴ فوریه ۲۷۶؛ ۲۸ فوریه ۲۷۶؛ ورنر زوندرمان با تاریخ ۲۶ فوریه ۲۷۷ تقی‌زاده موافق بود، و بولینگ نیز در یکی از فرضیات خود.
در مقاله «روزه‌های مانوی»، هنینگ روابط پیچیده‌ی بین چهار روزه‌ی دوروزه‌ی مانوی ذکر شده در کتاب الفهرست ابن ندیم، هفت ییمکی در خواستوانیفت ترکی قدیم و پنج روزه‌ی دوروزه‌ی فهرست‌های تقویم سغدی را توضیح داد. او ییمکی‌ها را با بزرگداشت هفت شهید کلیسای مانوی مقایسه کرد با پنج روزه‌ی دوروزه‌ی متن سغدی که از میان آنها یک روزه به «سه کشیش» که مار سیسین را به سوی مرگ دنبال کردند، اختصاص داشت، و فهرست کتاب الفهرست را ناقص اعلام کرد، زیرا یکی از روزه‌های دوروزه در ماه روزه قرار می‌گرفت و بنابراین می‌توانست نادیده گرفته شود. به نظر من، این و شفاف‌سازی مسائل مربوط به تقویم سغدی، مقاله را به یکی از مهمترین دستاوردهای هنینگ به عنوان یک مورخ تبدیل کرد. همکاری تقی‌زاده نیز ستودنی بود، که به این نتیجه‌ی مهم برای تاریخ مانویت آسیای مرکزی رسید که فهرست‌های تقویم به قرن دهم تعلق دارند. یک قطعه تقویم ناشناخته برای هنینگ، اوتانی ۶۱۹۱، در تأیید یافته‌های هنینگ (۱.) خورمزد[ا-واگه ییمکی]، (۳.) ییشو ییمکی، و (۵.) گادوک[ی ییمکی]، یعنی «بیما-ییمکی»، در روزهای ۲۷ و ۲۸ ماه روزه، که بنابراین با مانی-ییمکی که هنینگ فرض کرده بود، شناسایی می‌شود (هنینگ، ۱۹۴۵ب، ص. ۲۴۸). واژه‌ی ییمکی که تاکنون ریشه‌ی آن مشخص نشده بود توسط الکساندر بولینگ به عنوان یک تحول ترکی از پارتی yamag توضیح داده شد (مقایسه کنید با فارسی میانه yamagānīg که آن نیز به پارتی بازمی‌گردد، یک مشتق صفتی از نام‌های روزهای جشن)، که در معنای «دوقلو» به روزه‌های دوروزه‌ی ادامه‌دار اشاره دارد.
برای تحقیقات در مورد تاریخ سغدی‌ها در آسیای مرکزی و گسترش فعالیت‌های تجاری آنها تا چین، مقاله‌ی هنینگ با عنوان "تاریخ نامه‌های کهن سغدی" (صص. ۶۰۱-۶۱۵) یک سهم اساسی داشت. هنینگ با بازنگری فرض اورل اشتاین مبنی بر اینکه نامه‌های به اصطلاح کهن از نیمه‌ی اول قرن دوم میلاد می‌باشند، رویدادهای چین را که در نامه‌ی کهن دوم منعکس شده‌اند، به عنوان فتح و نابودی شهرهای لویانگ، چانگ‌آن و یه (Yeh هنینگ، که نام آن را با املای سغدی ʾnkpʾ شناسایی کرد) توسط شیونگ‌نو (در متن xwn) در سال‌های ۳۱۱ و ۳۱۲ توصیف کرد. هنینگ سال ۳۱۲، یا ترجیحاً ۳۱۳، را به عنوان تاریخ نامه‌ی دوم تعیین کرد؛ و بر اساس آن، سال‌های ۳۱۲ و ۳۱۳ را به عنوان دوره‌ی نامه‌های سوم، چهارم و پنجم مشخص کرد. با این حال، این تاریخ‌ها توسط آ. فوجی‌یدا و یانوش هارماتا مورد مناقشه قرار گرفت.
از سال ۱۹۶۲، هارماتا در سخنرانی‌ها و انتشارات متعدد علیه تاریخ‌گذاری هنینگ از نامه‌ی کهن دوم استدلال کرده است. هارماتا خاطرنشان کرد که رویدادهای توصیف شده در نامه ممکن است به همان خوبی در سال‌های ۱۹۰ تا ۱۹۵ رخ داده باشند (شورش دستار زردها، فتح لویانگ توسط فرمانده دونگ ژوئو، ترور دومی، دستگیری امپراتور، هرج و مرج، درخواست کمک از شیونگ‌نو، نبردهای خونین در چانگ‌آن). این درست است به جز ذکر نابودی یه، که در ارتباط با رویدادهای قرن دوم چیزی در مورد آن گفته نشده است. متأسفانه، هارماتا هرگز به اندازه‌ی کافی برای خوانش‌های خود از نامه‌ی دوم توضیح نداد؛ و اظهارات در خط چهاردهم، که برای استدلال او حیاتی است، بر اساس بازسازی متن است (همانطور که راه‌حل جایگزین هنینگ برای مشکل نیز چنین است).
تاریخ‌گذاری آکیرا فوجی‌یدا از نامه‌ی کهن در قرن ششم تنها به دلیل تحلیل کیفیت کاغذ است و به استدلال‌های هنینگ اشاره‌ای ندارد.
دفاعی از توضیحات هنینگ توسط نیکولاس سیمز-ویلیامز و فرانتس گرنه در سال ۱۹۸۷ ارائه شد، که استدلال‌های فیلولوژیکی، تاریخی، دیرینه‌نگاری و مادی-فنی را در نظر گرفتند. به ویژه مهم، ارجاع به توصیفی از رویدادها در سال ۳۱۱ در تونگ جیان گانگ مو (ترجمه، Tong-kien-kang-mou توسط De Mailla) است، که بیان می‌کند امپراتور توانست از لویانگ فرار کند، بنابراین یک تناقض ظاهری که در تفسیر هنینگ وجود دارد و نامه‌ی کهن دوم را توصیف می‌کند، برطرف شد. سیمز-ویلیامز با تکمیل کار هنینگ، تمام نامه‌ی دوم را با تفسیری فیلولوژیکی ویرایش کرد.
این واقعیت که همه‌ی نتایج مطالعات گاه‌شماری هنینگ با اجماع کامل یا پذیرش بی‌قید و شرط مواجه نشده است، به دلیل نقص، ابهام و ناسازگاری منابع است. خود هنینگ نیز کاملاً از این موضوع آگاه بود. در مقاله «تاریخ‌های زندگی مانی»، او بارها بر ویژگی فرضی توضیحات خود تأکید کرد. این مقاله همچنین یک نمایش قابل تحسین از انصاف متقاعدکننده در بحثی است که شامل بسیاری از ناشناخته‌ها است. هنینگ پیش از ارائه مطالب خود، ترجمه‌ای از دیدگاه‌های تقی‌زاده در مانی و دین او (به اهتمام افشار) را ارائه داد که خود با آن موافق نبود، متنی فارسی که در غیر این صورت برای همه‌ی خوانندگانش قابل دسترس نبود.

## پژوهشگر مذهبی
آنچه هنینگ درباره آموزه‌های زرتشت و اهمیت او در تاریخ عقاید نوشته است، گواهی چشمگیر بر تحسین شخصی او نسبت به اولین متفکر دوگانه‌گرا در جهان و بنیان‌گذار دین صداقت فکری و عقل سلیم است. اما مطمئناً قصد هنینگ ارائه سهمی جدید از خود به تحقیقات مدرن درباره زرتشت و گاتاها نبود. تنها توصیف سیستماتیک هنینگ از آیین زرتشت، که به مانویت نیز اشاره دارد، نیز به همین ترتیب باید قضاوت شود. این توصیف عمدتاً از شرح‌های کریستیان بارتولومه و مکتب او پیروی می‌کند.
در مورد انتقاد هنینگ از تصویری که هنریک ساموئل نیبرگ از زرتشت ارائه کرده است، ما صرفاً می‌توانیم بر قضاوت مری بویس تأکید کنیم: "اگر او علاقه بیشتری به تاریخ عمومی ادیان داشت، ممکن بود تفسیر نیبرگ را کمی کمتر harshly قضاوت کند". همانطور که فیلیپ ژیگنو اشاره کرده است، این امر به ویژه برای وجود نقوش شامانیستی در سنت زرتشتی صادق است.
با این ملاحظات، من قبلاً به اهمیت هنینگ برای تحقیقات مربوط به ادیان ایران باستان اشاره کرده‌ام. در این راستا، می‌توانیم به مطالعه متأخر او "یک خدای سغدی" نیز اشاره کنیم، که در آن به موازی در ریگ‌ودا اشاره کرد و یک خدای سغدی مربوط به ازدواج و سعادت زناشویی، واگی را پیشنهاد داد. او بدین ترتیب به مشکلی که در ایران‌شناسی بسیار مورد بحث قرار گرفته است، درباره رابطه بین خدای میترا و شخصیت الهی به نام بغا (و غیره) اشاره کرد؛ کسی که به گفته یوزف مارکوارت، خود میترا بود، به گفته دیگران یک الوهیت نامعلوم و متفاوت، و به گفته هنینگ نام خدایی دیگر. این دیدگاه با تأیید کامل یا مشروط (گرشویچ، دوشن-گیمن، ژیگنو و غیره) یا رد مواجه شد. نیکلاس سیمز-ویلیامز نظریه مارکوارت را پذیرفت و توسعه داد، در حالی که بویس اساساً نتایج هنینگ را پذیرفت، اما با در نظر گرفتن بغا ایرانی به عنوان خدای بزرگ ودایی وارونا، که یکی از القاب او به عنوان خدای سعادت زناشویی، خدای بَگه (BHaga) هنینگ را به وجود آورد، آن‌ها را اصلاح کرد.

## مطالعه زبان‌های ایرانی باستان و نو
واضح است که مطالعات هنینگ در زمینه زبان‌های ایرانی میانه و به ویژه ریشه‌شناسی‌های او، همیشه زبان‌های ایرانی قدیم و جدید را به درستی در نظر می‌گرفت. در برخی موارد، آشنایی او با این زبان‌ها منجر به انتشارات مهمی شد که با این حال، معمولاً نقطه شروع یا مرجعی پیش از فارسی نو داشتند. این موضوع، برای مثال، در مورد مقاله او با عنوان «زبان باستانی آذربایجان» (۱۹۵۵) صدق می‌کند؛ عنوانی که از قبل نشان می‌دهد او در طول اقامتش در ایران به تحقیق درباره مسائل زبان ایرانی قدیم آذربایجان پرداخته بود. زبان اخیر دیگر قابل تشخیص نبود، اما تحقیقات میدانی هنینگ منجر به تعریفی از جایگاه گویش تاکستانی شد که با داده‌های جمع‌آوری‌شده درباره گویش‌های محلی ایرانی آذربایجان غنی‌تر شده بود.
هنینگ از این واقعیت آگاه بود که حتی در آن زمان، بسیاری از گویش‌های ایرانی در حال ناپدید شدن بودند، بنابراین خودش در مستندسازی آن‌ها شرکت کرد. علاوه بر این، او دانشجویان واجد شرایط خود را به تحقیقات میدانی و توصیف زبان تشویق کرد که منجر به مطالعه گویش‌های کردی توسط دی. نیل مک‌کنزی و گویش‌های تاتی جنوبی توسط احسان یارشاطر شد.
موضع هنینگ در قبال مشکلات دوره ایران باستان به گونه دیگری ارزیابی می‌شود. این امر به ویژه در مورد مهم‌ترین سهم او در تحقیقات اوستایی، یعنی «فروپاشی مطالعات اوستایی» صادق است. دلیل اینکه این اثر امروزه چندان مورد استناد قرار نمی‌گیرد، قطعاً موفقیت بزرگی است که به دست آورد و اذعان بدون مخالفت به نتایج آن. تقریباً همزمان با هارولد و. بیلی  و گئورگ مورگن‌اشتیئرن، هنینگ با هرگونه تلاش برای بازسازی متن اصلی اوستا از طریق اعطای متنی کاملاً هشت‌هجایی اوستایی نو (رجوع شود به گلدنر) و اعلام اینکه متن مکتوب، رونویسی ناقصی از یک نمونه اولیه اشکانی (رجوع شود به نظریه آندره‌آس) است، مخالفت کرد.
استدلال اصلی هنینگ اثبات این بود که برخی انحرافات آوایی اوستایی از فارسی و از زبان‌های کهن هندواروپایی مرتبط، در زبان سغدی و سایر زبان‌های ایرانی شرقی موازی دارند. او برای نظریه خود مبنی بر وابستگی وزن شعر اوستایی نو به تکیه، موازی‌ای در فارسی میانه یافت. این شناخت برای تحقیقات بیشتر ثمربخش بود، همانطور که به ویژه در مطالعات مری بویس و گیلبرت لازار نشان داده شده است.

## بررسی واژگان زبان‌های غیر ایرانی
شاید هیچ زبان غیر ایرانی دیگری به اندازه "تخاری" نقش بزرگ و ثابتی در کارهای هنینگ نداشته است. او در همان سال ۱۹۳۸ بخش عمده مقاله خود با عنوان "ارگی و 'تخاری‌ها'" را به نام این قوم و زبانشان اختصاص داد. با تحلیلی دقیق از شکل نام تخاری‌ها، که زمانی در باختر باستان زندگی می‌کردند (txu̯ar در غرب، toxār در شرق)، او قبیله‌ای را از قبیله دیگر متمایز کرد که نام آن‌ها در خط اویغوری twγry نوشته می‌شد و در امتداد جاده ابریشم شمالی بین کوچا و بیشبالق زندگی می‌کردند و در نام آن‌ها دومین همخوان γ بود نه x. هنینگ برای خوانش احتمالی این نام که از سغدی گرفته شده بود، tuγrē/ĕ یا toγrē/ĕ را پیشنهاد کرد.
این سؤال مهم که آیا ارتباطی اولیه بین تخاری‌های باختر و توغری‌های جاده ابریشم شمالی وجود داشت یا خیر، توسط هنینگ (هنینگ، ۱۹۳۸، ص ۵۶۱) به حالت تعلیق گذاشته شد، او نشان داد که تمام اشکال نام هر دو قبیله را می‌توان به یک منشأ واحد (ص ۵۶۲) ردیابی کرد. یازده سال بعد، هنینگ در مقاله "نام زبان 'تخاری'" (۱۹۴۹) یک استدلال متقابل علیه تمایز سختگیرانه خود بین toxār و tuγri را رد کرد: دست‌نوشته Maitrisimit ترکی قدیمی (در ترجمه فریدریش ماکس مولر) ترجمه twγry را به کار یک محقق از ناگاردشا، یعنی از جلال‌آباد در افغانستان نسبت داده بود؛ اما هنینگ اکنون ثابت کرد که خوانش صحیح نام مکان آگنیدشا، یعنی قراشهر بوده و در این مورد نیز tuγri به زبانی اشاره دارد که از ترکستان چین سرچشمه گرفته است.
آخرین مقاله هنینگ که پس از مرگش منتشر شد، "اولین هندو اروپایی‌ها در تاریخ" نیز به مسئله تخاری اختصاص دارد. هنینگ تاریخ "تخاری‌های" آسیای مرکزی را به حدود ۲۰۰۰ سال قبل از میلاد مسیح و به کوه‌های زاگرس ردیابی کرد، جایی که اجداد آن‌ها، گوتی‌ها و توکری‌ها، در آن زمان بین‌النهرین را تهدید می‌کردند و گاهی بر آن حکومت می‌کردند. اینکه چگونه آن‌ها از آنجا به آسیای مرکزی رسیدند و چگونه نام توکری به نام تخاری‌ها تبدیل شد، داستانی است که مانند یک رمان کارآگاهی نفس‌گیر خوانده می‌شود، اما با این وجود یک نظریه کاملاً مستدل است. مانند همه نظریه‌ها، قطعاً به چالش کشیده شده است، اما W. توماس روایت هنینگ را یک مبنای کاری می‌داند. پیشرفت حاصل شده در مورد کارهای قبلی ضمنی است. بنابراین ردیابی نام تخاری‌ها به tukri، نمونه اولیه *tʿγur را که در سال ۱۹۳۸ به عنوان شکل اصلی بازسازی شده بود، رد می‌کند و اصطلاح سانسکریت برای زبان کوچی به عنوان tokharika حداقل نشان می‌دهد که خانواده زبان‌های tuγri آسیای مرکزی می‌توانستند در دوران باستان "تخاری" نامیده شوند. حتی در این کار متأخر خود، هنینگ مجبور بود با سوءتفاهم اینکه او گفته بود "دو نام، Tuγri و Tuxār، هیچ ارتباطی با یکدیگر نداشتند" مبارزه کند. او در هر صورت ارتباط قومی آن‌ها را فرض کرده بود.

## به عنوان معلم
درباره هنینگ به عنوان یک معلم، می‌توان به شاگردش بویس اشاره کرد که می‌گوید: «استعدادهای هنینگ به عنوان یک معلم، استثنایی بود. او گاهی اوقات دیدگاهی تقریباً تله‌پاتیک نسبت به افکار دانشجویانش داشت و حساسیتی ستودنی برای هدایت تحقیقات آن‌ها به مسیرهای مختلف، متناسب با هر یک، از خود نشان می‌داد». توصیفی دقیق از سیستم آموزشی هنینگ در آگهی ترحیم یارشاطر نیز ارائه شده است که شامل توضیحات زیر است:
«در سال‌هایی که او در دانشگاه لندن تدریس می‌کرد، هنینگ بیشتر شاگردانش را آموزش داد که اکنون در نقاط مختلف جهان پراکنده‌اند و به پژوهش و تدریس ایران‌شناسی مشغولند. هنینگ یک مدرس برجسته، یک راهنمای تیزبین و توانا و یک معلم بود. در تدریس خود سختگیر و دقیق بود، و هیچ دانشجویی نبود که بارها و بارها شرمنده از نادانی و فقدان تخیل خود، در مقابل او ننشسته باشد، زیرا قادر به پاسخگویی صحیح به سوالاتش نبود. همچنین هیچ دانشجوی مشتاق و با ثباتی وجود نداشت که مهربانی و تشویق او را تجربه نکرده باشد یا از حضور ارزشمند و دانش‌بخش او قدردانی نکرده باشد. او نمی‌توانست دانشجویان بی‌کفایت و سطحی را تحمل کند و سعی می‌کرد آن‌ها را از مطالعه ایران‌شناسی منصرف کند؛ گذراندن وقت با چنین دانشجویانی را اتلاف می‌دانست. او به مقدمات نمی‌پرداخت؛ از دانشجویان حاضر در کلاس‌هایش انتظار داشت که قبلاً مقدماتی مانند خط، دستور زبان و معنای متنی را که قرار بود مورد بحث قرار گیرد، و همچنین پیش‌نیازهای تاریخی و ادبی و غیره را که برای درک آن لازم بود، آموخته باشند. در کلاس، هدف اصلی بحث درباره مشکلات بود. او با دانشجویانش همان رویکرد قاطع و سازش‌ناپذیری را داشت که در نقدهای علمی خود به کار می‌برد. اما در تدریس و سخنرانی‌اش کاملاً بی‌تکلف بود. او به ندرت به آثار دیگران اشاره می‌کرد، و هرگز دانشجویانش را با فوران آنچه در حافظه شگفت‌انگیز خود انباشته بود، خیره نمی‌کرد».
جای تعجب نیست که بسیاری از پایان‌نامه‌های نوشته شده تحت نظر هنینگ، به عنوان آثار اساسی در ایران‌شناسی پدیدار شدند. اما تعداد دانشجویان هنینگ که در ایران‌شناسی، مطالعات هندواروپایی و دین‌شناسی تطبیقی برای خود نامی دست و پا کردند، بسیار بیشتر است. از جمله آن‌ها می‌توان به دانشمندان سرشناسی مانند یس پیتر آسموسن، ژاک دوشن-گیمن، ریچارد نلسون فرای، ولفگانگ پی. اشمید، شائول شاکد، و احمد تفضلی اشاره کرد.

## آثار منتشر نشده و تمام نیافته هنینگ
مرگ نابهنگام هنینگ مانع از اجرای تعداد زیادی از پروژه‌های بزرگی شد که او در برنامه‌هایش داشت. به طور طبیعی می‌توان فرض کرد که او حداقل قصد داشت کتیبه‌های ساسانی را که قبلاً عکس‌هایشان را منتشر کرده بود، ویرایش کند. برای مطالعات ایرانی میانه و همچنین تحقیقات درباره مانویت، این یک فقدان جبران‌ناپذیر است که گروه‌های بزرگی از متون تورفان به خط مانوی که هنینگ قصد داشت همراه با بویس منتشر کند، نتوانستند به چاپ برسند. از یادداشت‌های واژگانی او از متون فارسی میانه و پارتی تورفان، قبلاً در سال ۱۹۳۷ «فهرستی از کلمات فارسی میانه و پارتی» منتشر شد، اما این کار توسط هنینگ ادامه و تکمیل نشد. از پروژه گردآوری یک واژگان ریشه‌شناختی زبان فارسی نو، تنها نمونه‌هایی که در سال ۱۹۴۳ نوشته شده و در سال ۱۹۷۱ در ترجمه فرانسوی منتشر شده بودند، در مجله فارسی «ایران‌شناسی» به اطلاع عموم رسید. واژگان خوارزمی او که نتیجه سی سال مطالعه بود، نیز یک قطعه ناقص باقی ماند، اگرچه او قصد داشت در یک نیمسال آزاد در سال ۱۹۶۷ روی آن کار کند. کارهای منتشر نشده هنینگ اساساً برای محققان غیرقابل دسترس باقی مانده است. امید است که اوضاع تغییر کند، اگرچه شانس یافتن یک ناشر شایسته و متعهد با گذشت زمان افزایش نمی‌یابد. بنابراین، این امر برای مطالعه ایران‌شناسی بسیار سودمند بوده است که هنینگ انرژی و زمان اختصاص‌یافته خود را به بهترین نحو ممکن برای روشن کردن طیف وسیعی از مشکلات منتخب که اهمیت و قابلیت حل آنها را درک می‌کرد، به کار برد.
منتخبی از آثار مهم هنینگ که توسط ژاک دوشن-گیمن، تهیه و آماده شده بود، در سال ۱۹۷۷ تجدید چاپ شد. این مجموعه به یک کتابچه راهنمای ضروری برای محققان مطالعات ایرانی تبدیل شده است، و جای تاسف است که هنوز فاقد یک فهرست جامع است. این واقعیت که برخی از نوشته‌های مهم هنینگ در این مجموعه گنجانده نشده‌اند، با توجه به استاندارد تمام آثار او، یک مصالحه اجتناب‌ناپذیر با آنچه ممکن بود، است. آنچه محققان مانویت به ویژه در آن احساس کمبود می‌کنند، اثری است که به طور مشترک توسط هنینگ و هالون نوشته شده است. کتاب «زرتشت، سیاستمدار یا جادوگر؟» هنینگ حذف شد، اما رابرت چارلز زاینر گزیده‌هایی از آن را در یکی از مطالعات خود درباره دین زرتشتی، تجدید چاپ کرد.
دستاورد‌های علمی هنینگ با انتخاب او به عنوان همکار فرهنگستان علوم بریتانیا در سال ۱۹۵۴، به عنوان عضو مکاتبه‌ای فرهنگستان علوم آلمان در برلین در سال ۱۹۵۷، و به عنوان عضو فرهنگستان سلطنتی علوم دانمارک در همان سال، مورد تقدیر قرار گرفت. قابل توجه است که چند کتاب از شاگردان او با قدردانی به استادشان تقدیم شده است. پس از مرگ او، هم کار و هم نویسنده در تعداد زیادی از آگهی‌های فوت، مورد تجلیل قرار گرفتند.